# 橘右橘
橘 右橘（たちばな うきつ、本名：中村 泰士（なかむら やすひと）、1952年（昭和27年）8月27日 - ）は橘流寄席文字・勘亭流文字・江戸文字書家。演芸プロデューサー・演芸評論家。
橘流寄席文字一門理事。有限会社大有企画代表取締役。荒川区登録無形文化財保持者。「駄句駄句会」同人、俳号は「粕利 」。篝火舎心亭の雑俳「つ花連」門下で篝火舎右橘として立机。

## 来歴
東京都台東区稲荷町生まれ。台東区立西町小学校卒業後、中学から大学まで青山学院に進学。鈴本演芸場六代目席亭の鈴木寧は高校・大学の同級生。大学では落語研究会に所属。落語研究会では三遊亭円楽（6代目）と一緒だった。

### 江戸文字書家として（橘右橘・荒井三鯉・荒井三禮名義）
1971年大学入学後、寄席文字橘流の橘右近に師事。1975年「橘右橘」の名前を許される。
1983年、勘亭流家元・荒井三禮（2代目）に師事。1990年「中村三鯉」、4年後に「荒井三鯉」の名前を許される。三禮勘亭流主宰。2025年、荒井三禮（3代目）を襲名。
2003年、荒川区登録無形文化財(寄席文字・勘亭流・江戸文字）指定。荒川区伝統工芸技術保存会会長（2013年～）。千社札交換会「東都納札睦」江戸文字主筆。
寄席文字・江戸文字の直弟子に橘さつき（荒井三都季、本名：銘苅由佳）。
鈴本演芸場の看板とめくり（1996年2月～）・国立劇場初芝居看板・寄席発祥の地の碑（下谷神社）・雑誌「東京かわら版」題字（1999年（平成11年）5月号～）、「笑点」カレンダーや「落語研究会」めくりなど、大阪落語祭・大名古屋らくご祭などのロゴ、各種商業デザインなどの筆耕、カルチャーセンターなどでの寄席文字・勘亭流教室講師を務める。
2024年10月、「中村泰士（荒川区伝統工芸技術保存会会長）」名義で東京都功労者（文化功労部門）表彰を受ける。
2025年に荒川区を舞台に制作された映画「あらかわミラクルLOVE！（制作： 荒川区地域魅力発信実行委員会、監督・脚本：松村克弥）」では、中村をモデルにした人物を布施博が演じている。

### 演芸プロデューサー・演芸評論家として（中村真規名義）
星企画、春風亭小朝のマネジメントなどを経て、1983年有限会社大有企画を設立。三遊亭小遊三・五街道雲助・柳家小菊・桂吉坊などの落語家のマネジメントと、「三越落語会」「読売GINZA落語会」などの落語会などの企画を行う。雑誌「落語」編集発行人（弘文出版、第24号（1986年）～第26号（1987年））、BSジャパン「今どき落語」のプロデューサーも務めた。
三遊亭円丈によると、1978年に三遊亭円生（6代目）が落語協会を脱退して三遊協会を立ち上げた時に、三遊亭圓楽（5代目）に事務員にならないかと声をかけられたが断っている。
毎日新聞に演芸評を執筆。浅草演芸ホール「禁演落語の会」解説。文化庁芸術祭大衆芸能部門審査員、芸術選奨選考審査員、国立演芸場専門委員、日本文化藝術財団専門委員、公推協杯全国若手落語家選手権審査員などを務める。

## 著書
- 荒井三礼（書）、橘右橘（編）「正本勘亭流」（弘文出版、1990年9月）
- 橘右橘「ふくろうの本　図説　江戸文字入門」（河出書房新社、2007年2月）